# Lemma di Osgood
In matematica, il lemma di Osgood, introdotto da William Fogg Osgood, è una proposizione dell'analisi complessa. Afferma che una funzione di più variabili complesse continua, che è olomorfa in ciascuna variabile separatamente è olomorfa. L'assunzione che la funzione sia continua può essere trascurata, ma questa forma del lemma è molto più difficile da dimostrare ed è nota come teorema di Hartogs.